# Nicholas Magana
Nicholas Daryl Magaña Defago, född 18 juni 1996, är en peruansk simmare.
Magana tävlade för Peru vid olympiska sommarspelen 2016 i Rio de Janeiro, där han blev utslagen i försöksheatet på 100 meter frisim.